# St. Petersburg Open 2000 - Qualificazioni singolare
Le qualificazioni del singolare  dello  St. Petersburg Open 2000 sono state un torneo di tennis preliminare per accedere alla fase finale della manifestazione. I vincitori dell'ultimo turno sono entrati di diritto nel tabellone principale. In caso di ritiro di uno o più giocatori aventi diritto a questi sono subentrati i lucky loser, ossia i giocatori che hanno perso nell'ultimo turno ma che avevano una classifica più alta rispetto agli altri partecipanti che avevano comunque perso nel turno finale.
Le qualificazioni del torneo St. Petersburg Open 2000 prevedevano 32 partecipanti di cui 4 sono entrati nel tabellone principale.

## Teste di serie
1. Bohdan Ulihrach (Qualificato)
2. George Bastl (secondo turno)
3. Michail Južnyj (secondo turno)
4. Tuomas Ketola (Qualificato)

1. Lorenzo Manta (ultimo turno)
2. Andrej Čerkasov (Qualificato)
3. Daniel Nestor (ultimo turno)
4. Alex O'Brien (ultimo turno)

## Qualificati
1. Bohdan Ulihrach
2. Jared Palmer

1. Andrej Čerkasov
2. Tuomas Ketola

## Tabellone

### Legenda
| - Q = Qualificato - WC = Wild card - LL = Lucky loser | - ALT = Alternate - SE = Special Exempt - PR = Protected Ranking | - w/o = Walkover - r = Ritirato - d = Squalificato |

### Sezione 1
|  | Primo turno       | Primo turno       | Primo turno       | Primo turno | Primo turno |  |  | Secondo turno | Secondo turno   | Secondo turno   | Secondo turno | Secondo turno |   |   | Ultimo turno | Ultimo turno    | Ultimo turno    | Ultimo turno | Ultimo turno |  |
|  |                   |                   |                   |             |             |  |  |               |                 |                 |               |               |   |   |              |                 |                 |              |              |  |
|  | 1                 | Bohdan Ulihrach   | Bohdan Ulihrach   | 6           | 6           |  |  |               |                 |                 |               |               |   |   |              |                 |                 |              |              |  |
|  |                   | Pavel Ivanov      | Pavel Ivanov      | 1           | 1           |  |  | 1             | Bohdan Ulihrach | Bohdan Ulihrach | 6             | 6             |   |   |              |                 |                 |              |              |  |
|  | Nikolay Mishin    | Nikolay Mishin    | Nikolay Mishin    | 6           | 6           |  |  |               | Nikolay Mishin  | Nikolay Mishin  | 3             | 0             |   |   |              |                 |                 |              |              |  |
|  | Aleksandr Sikanov | Aleksandr Sikanov | Aleksandr Sikanov | 2           | 2           |  |  |               |                 |                 |               |               |   |   | 1            | Bohdan Ulihrach | Bohdan Ulihrach | 6            | 6            |  |
|  | Artem Derepasko   | Artem Derepasko   | Artem Derepasko   | 6           | 6           |  |  |               |                 | 8               | Alex O'Brien  | Alex O'Brien  | 4 | 4 |              |                 |                 |              |              |  |
|  | Lucas Arnold Ker  | Lucas Arnold Ker  | Lucas Arnold Ker  | 1           | 4           |  |  |               | Artem Derepasko | Artem Derepasko | 5             | 4             |   |   |              |                 |                 |              |              |  |
|  | 8                 | Alex O'Brien      | 6                 | 64          | 6           |  |  | 8             | Alex O'Brien    | Alex O'Brien    | 7             | 6             |   |   |              |                 |                 |              |              |  |
|  |                   | Kalle Flygt       | 3                 | 7           | 4           |  |  |               |                 |                 |               |               |   |   |              |                 |                 |              |              |  |

### Sezione 2
|  | Primo turno      | Primo turno             | Primo turno      | Primo turno | Primo turno |  |  | Secondo turno | Secondo turno | Secondo turno | Secondo turno | Secondo turno |   |   | Ultimo turno | Ultimo turno | Ultimo turno | Ultimo turno | Ultimo turno |  |
|  |                  |                         |                  |             |             |  |  |               |               |               |               |               |   |   |              |              |              |              |              |  |
|  | 2                | George Bastl            | George Bastl     | 6           | 6           |  |  |               |               |               |               |               |   |   |              |              |              |              |              |  |
|  |                  | Dmitri Vlasov           | Dmitri Vlasov    | 1           | 1           |  |  | 2             | George Bastl  | George Bastl  | 3             | 2             |   |   |              |              |              |              |              |  |
|  | Jared Palmer     | Jared Palmer            | Jared Palmer     | 7           | 6           |  |  |               | Jared Palmer  | Jared Palmer  | 6             | 6             |   |   |              |              |              |              |              |  |
|  | Marcus Sarstrand | Marcus Sarstrand        | Marcus Sarstrand | 5           | 3           |  |  |               |               |               |               |               |   |   |              | Jared Palmer | Jared Palmer | 7            | 6            |  |
|  | Ivo Heuberger    | Ivo Heuberger           | Ivo Heuberger    | 6           | 6           |  |  |               |               | 7             | Daniel Nestor | Daniel Nestor | 5 | 4 |              |              |              |              |              |  |
|  | Malte Commandeur | Malte Commandeur        | Malte Commandeur | 2           | 1           |  |  |               | Ivo Heuberger | Ivo Heuberger | 4             | 4             |   |   |              |              |              |              |              |  |
|  | 7                | Daniel Nestor           | 6                | 3           | 7           |  |  | 7             | Daniel Nestor | Daniel Nestor | 6             | 6             |   |   |              |              |              |              |              |  |
|  |                  | Kirill Ivanov-Smolensky | 4                | 6           | 63          |  |  |               |               |               |               |               |   |   |              |              |              |              |              |  |

### Sezione 3
|  | Primo turno    | Primo turno         | Primo turno         | Primo turno | Primo turno |  |  | Secondo turno | Secondo turno   | Secondo turno   | Secondo turno   | Secondo turno   |   |   | Ultimo turno | Ultimo turno  | Ultimo turno  | Ultimo turno | Ultimo turno |  |
|  |                |                     |                     |             |             |  |  |               |                 |                 |                 |                 |   |   |              |               |               |              |              |  |
|  | 3              | Michail Južnyj      | Michail Južnyj      | 6           | 6           |  |  |               |                 |                 |                 |                 |   |   |              |               |               |              |              |  |
|  |                | Aleksandr Yarmola   | Aleksandr Yarmola   | 1           | 3           |  |  | 3             | Michail Južnyj  | 6               | 4               | 4               |   |   |              |               |               |              |              |  |
|  | Dmitrij Sitak  | Dmitrij Sitak       | 1                   | 7           | 6           |  |  |               | Dmitrij Sitak   | 0               | 6               | 6               |   |   |              |               |               |              |              |  |
|  | Jim Thomas     | Jim Thomas          | 6                   | 5           | 2           |  |  |               |                 |                 |                 |                 |   |   |              | Dmitrij Sitak | Dmitrij Sitak | 2            | 6(0)         |  |
|  | Leoš Friedl    | Leoš Friedl         | Leoš Friedl         | 6           | 6           |  |  |               |                 | 6               | Andrej Čerkasov | Andrej Čerkasov | 6 | 7 |              |               |               |              |              |  |
|  | Andrei Michine | Andrei Michine      | Andrei Michine      | 1           | 2           |  |  |               | Leoš Friedl     | Leoš Friedl     | 1               | 4               |   |   |              |               |               |              |              |  |
|  | 6              | Andrej Čerkasov     | Andrej Čerkasov     | 6           | 7           |  |  | 6             | Andrej Čerkasov | Andrej Čerkasov | 6               | 6               |   |   |              |               |               |              |              |  |
|  |                | Helge Koll-Frafjord | Helge Koll-Frafjord | 3           | 6(0)        |  |  |               |                 |                 |                 |                 |   |   |              |               |               |              |              |  |

### Sezione 4
|  | Primo turno        | Primo turno        | Primo turno        | Primo turno | Primo turno |  |  | Secondo turno | Secondo turno      | Secondo turno      | Secondo turno | Secondo turno |   |   | Ultimo turno | Ultimo turno  | Ultimo turno  | Ultimo turno | Ultimo turno |  |
|  |                    |                    |                    |             |             |  |  |               |                    |                    |               |               |   |   |              |               |               |              |              |  |
|  | 4                  | Tuomas Ketola      | Tuomas Ketola      | 6           | 6           |  |  |               |                    |                    |               |               |   |   |              |               |               |              |              |  |
|  |                    | Philipp Mukhometov | Philipp Mukhometov | 3           | 4           |  |  | 4             | Tuomas Ketola      | 62                 | 6             | 6             |   |   |              |               |               |              |              |  |
|  | Denis Golovanov    | Denis Golovanov    | 6                  | 65          | 6           |  |  |               | Denis Golovanov    | 7                  | 3             | 4             |   |   |              |               |               |              |              |  |
|  | Alexander Shvets   | Alexander Shvets   | 3                  | 7           | 3           |  |  |               |                    |                    |               |               |   |   | 4            | Tuomas Ketola | Tuomas Ketola | 6            | 6            |  |
|  | Alex Bogomolov Jr. | Alex Bogomolov Jr. | 2                  | 6           | 6           |  |  |               |                    | 5                  | Lorenzo Manta | Lorenzo Manta | 2 | 4 |              |               |               |              |              |  |
|  | Thomas Shimada     | Thomas Shimada     | 6                  | 4           | 4           |  |  |               | Alex Bogomolov Jr. | Alex Bogomolov Jr. | 3             | 64            |   |   |              |               |               |              |              |  |
|  | 5                  | Lorenzo Manta      | 64                 | 6           | 6           |  |  | 5             | Lorenzo Manta      | Lorenzo Manta      | 6             | 7             |   |   |              |               |               |              |              |  |
|  |                    | Michail Elgin      | 7                  | 4           | 4           |  |  |               |                    |                    |               |               |   |   |              |               |               |              |              |  |